# جام جهانی فوتبال زیر ۲۰ سال
جام جهانی زیر ۲۰ سال که تا سال ۲۰۰۵ جام جهانی جوانان نامیده میشد برای بازیکنان زیر ۲۰ سال است که توسط فیفا هر دو سال یک بار برگزار می‌شود.
این مسابقات از سال ۱۹۷۷ که در کشور تونس بوده‌است تا به حال برگزار می‌شود.در بیست دوره مسابقات برگزار شده، سیزده کشور موفق به کسب عنوان قهرمانی شده‌اند. آرژانتین موفق‌ترین کشور در این مسابقات با شش عنوان قهرمانی، برزیل پنج قهرمانی ٬ پرتغال دو قهرمانی، و کشورهای غنا، آلمان، اسپانیا، اتحاد جماهیر شوروی، یوگسلاوی، فرانسه، صربستان، انگلستان، اوکراین و اروگوئه هر کدام موفق به کسب یک قهرمانی در این مسابقات شده‌اند.

## مسابقات
FIFA

## مسابقات جام جهانی زیر ۲۰ سال
| ۱  | ۱۹۷۷ Details | تونس               | الگو:Fbu-bigهخ | ۲–۲ (و.ا.) ۹–۸ (پ) | · مکزیک              | · برزیل              | ۴–۰                | · اروگوئه             | ۱۶ |
| ۲  | ۱۹۷۹ Details | ژاپن               | · آرژانتین     | ۳–۱                | · اتحاد جماهیر شوروی | · اروگوئه            | ۱–۱ (و.ا.) ۵–۳ (پ) | · لهستان              | ۱۶ |
| ۳  | ۱۹۸۱ Details | استرالیا           | · آلمان غربی   | ۴–۰                | · قطر                | · رومانی             | ۱–۰                | · انگلستان            | ۱۶ |
| ۴  | ۱۹۸۳ Details | مکزیک              | · برزیل        | ۱–۰                | · آرژانتین           | · لهستان             | ۲–۱ (و.ا.)         | · کرهٔ جنوبی           | ۱۶ |
| ۵  | ۱۹۸۵ Details | اتحاد جماهیر شوروی | · برزیل        | ۱–۰ (و.ا.)         | · اسپانیا            | · نیجریه             | ۰–۰ (و.ا.) ۳–۱ (پ) | · اتحاد جماهیر شوروی  | ۱۶ |
| ۶  | ۱۹۸۷ Details | شیلی               | · یوگسلاوی     | ۱–۱ (و.ا.) ۵–۴ (پ) | · آلمان غربی         | · آلمان شرقی         | ۲–۲ (و.ا.) ۳–۱ (پ) | · شیلی                | ۱۶ |
| ۷  | ۱۹۸۹ Details | عربستان سعودی      | · پرتغال       | ۲–۰                | · نیجریه             | · برزیل              | ۲–۰                | · ایالات متحده آمریکا | ۱۶ |
| ۸  | ۱۹۹۱ Details | پرتغال             | · پرتغال       | ۰–۰ (و.ا.) ۴–۲ (پ) | · برزیل              | · اتحاد جماهیر شوروی | ۱–۱ (و.ا.) ۵–۴ (پ) | · استرالیا            | ۱۶ |
| ۹  | ۱۹۹۳ Details | استرالیا           | · برزیل        | ۲–۱                | · غنا                | · انگلستان           | ۲–۱                | · استرالیا            | ۱۶ |
| ۱۰ | ۱۹۹۵ Details | قطر                | · آرژانتین     | ۲–۰                | · برزیل              | · پرتغال             | ۳–۲                | · اسپانیا             | ۱۶ |
| ۱۱ | ۱۹۹۷ Details | مالزی              | · آرژانتین     | ۲–۱                | · اروگوئه            | · جمهوری ایرلند      | ۲–۱                | · غنا                 | ۲۴ |
| ۱۲ | ۱۹۹۹ Details | نیجریه             | · اسپانیا      | ۴–۰                | · ژاپن               | · مالی               | ۱–۰                | · اروگوئه             | ۲۴ |
| ۱۳ | ۲۰۰۱ Details | آرژانتین           | · آرژانتین     | ۳–۰                | · غنا                | · مصر                | ۱–۰                | · پاراگوئه            | ۲۴ |
| ۱۴ | ۲۰۰۳ Details | امارات متحده عربی  | · برزیل        | ۱–۰                | · اسپانیا            | · کلمبیا             | ۲–۱                | · آرژانتین            | ۲۴ |
| ۱۵ | ۲۰۰۵ Details | هلند               | · آرژانتین     | ۲–۱                | · نیجریه             | · برزیل              | ۲–۱                | · مراکش               | ۲۴ |

## ادامه مسابقات جام جهانی زیر ۲۰ سال
| ۱۶ | ۲۰۰۷ | کانادا    | آرژانتین | ۲–۱                | چک        | شیلی     | ۱–۰                | اتریش     | ۲۴ |
| ۱۷ | ۲۰۰۹ | مصر       | غنا      | ۰–۰ (و.ا.) ۴–۳ (پ) | برزیل     | مجارستان | ۱–۱ (و.ا.) ۲–۰ (پ) | کاستاریکا | ۲۴ |
| ۱۸ | ۲۰۱۱ | کلمبیا    | برزیل    | ۳–۲ (و.ا.)         | پرتغال    | مکزیک    | ۳–۱                | فرانسه    | ۲۴ |
| ۱۹ | ۲۰۱۳ | ترکیه     | فرانسه   | ۰–۰ (و.ا.) ۴–۱ (پ) | اروگوئه   | غنا      | ۳–۰                | عراق      | ۲۴ |
| ۲۰ | ۲۰۱۵ | نیوزیلند  | صربستان  | ۲–۱ (و.ا.)         | برزیل     | مالی     | ۳–۱                | سنگال     | ۲۴ |
| ۲۱ | ۲۰۱۷ | کره جنوبی | انگلستان | ۱–۰                | ونزوئلا   | ایتالیا  | ۰–۰ (و.ا.) ۴–۱ (پ) | اروگوئه   | ۲۴ |
| ۲۲ | ۲۰۱۹ | لهستان    | اوکراین  | ۳–۱                | کرهٔ جنوبی | اکوادور  | ۱–۰ (و.ا.)         | ایتالیا   | ۲۴ |
| ۲۳ | ۲۰۲۳ | آرژانتین  | اروگوئه  | ۱–۰                | ایتالیا   | اسرائیل  | ۳–۱                | کرهٔ جنوبی | ۲۴ |
| ۲۴ | ۲۰۲۵ | شیلی      |          |                    |           |          |                    |           | ۲۴ |

- Key:
  - a.e.t. – after extra time
  - pen. – match won on penalty shootout

## بیشترین عنوان قهرمانی
| تیم                | قهرمانی                                | نایب قهرمان                | مقام سوم             | مقام چهارم |
| ------------------ | -------------------------------------- | -------------------------- | -------------------- | ---------- |
| آرژانتین           | ۶ (۱۹۷۹, ۱۹۹۵, ۱۹۹۷, ۲۰۰۱, ۲۰۰۵, ۲۰۰۷) | ۱ (۱۹۸۳)                   |                      | ۱ (۲۰۰۳)   |
| برزیل              | ۵ (۱۹۸۳, ۱۹۸۵, ۱۹۹۳, ۲۰۰۳, ۲۰۱۱)       | ۴ (۱۹۹۱, ۱۹۹۵, ۲۰۰۹, ۲۰۱۵) | ۳ (۱۹۷۷, ۱۹۸۹, ۲۰۰۵) |            |
| پرتغال             | ۲ (۱۹۸۹, ۱۹۹۱)                         | ۱ (۲۰۱۱)                   | ۱ (۱۹۹۵)             |            |
| صربستان            | ۲ (۱۹۸۷, ۲۰۱۵)                         |                            |                      |            |
| غنا                | ۱ (۲۰۰۹)                               | ۲ (۱۹۹۳, ۲۰۰۱)             | ۱ (۲۰۱۳)             | ۱ (۱۹۹۷)   |
| اسپانیا            | ۱ (۱۹۹۹)                               | ۲ (۱۹۸۵, ۲۰۰۳)             |                      | ۱ (۱۹۹۵)   |
| اتحاد جماهیر شوروی | ۱ (۱۹۷۷)                               | ۱ (۱۹۷۹)                   | ۱ (۱۹۹۱)             | ۱ (۱۹۸۵)   |
| آلمان              | ۱ (۱۹۸۱)                               | ۱ (۱۹۸۷)                   |                      |            |
| انگلستان           | ۱ (۲۰۱۷)                               |                            | ۱ (۱۹۹۳)             | ۱ (۱۹۸۱)   |
| فرانسه             | ۱ (۲۰۱۳)                               |                            |                      | ۱ (۲۰۱۱)   |
| اوکراین            | ۱ (۲۰۱۹)                               |                            |                      |            |
| اروگوئه            | ۱ (۲۰۲۳)                               |                            |                      |            |